# Gran Premio motociclistico della Malesia 2014
Il Gran Premio motociclistico della Malesia 2014 è stato la diciassettesima prova del motomondiale del 2014. Le gare si sono disputate il 26 ottobre 2014 presso il circuito di Sepang. Nelle tre classi i vincitori sono stati: Marc Márquez in MotoGP, Maverick Viñales in Moto2 e Efrén Vázquez in Moto3.
Nella classe Moto2, Esteve Rabat, grazie al terzo posto ottenuto in questo GP, diviene campione del mondo con una gara d'anticipo rispetto al termine del campionato. Dopo la vittoria nel mondiale MotoGP di Marc Márquez, un altro pilota spagnolo vince la classe Moto2, resta invece ancora da assegnare il titolo della Moto3.

## MotoGP
Vittoria per la Honda RC213V di Marc Márquez, che torna al successo dopo quattro gare (ultima vittoria al GP di Gran Bretagna). Il pilota del team Repsol Honda, dopo aver ottenuto la certezza del titolo mondiale a conclusione del GP del Giappone, realizza la sua dodicesima vittoria in stagione (anche Mick Doohan nel 1997 vinse dodici gare), la diciottesima in MotoGP, quarantaquattresima della sua carriera nel motomondiale. Secondo posto per Valentino Rossi e terzo per Jorge Lorenzo, entrambi alla guida della Yamaha YZR-M1 del team Movistar Yamaha.
Così come accaduto nell'ultima gara corsa (il GP d'Australia) sono solo 14 i piloti giunti al traguardo, con otto piloti ritirati, mentre Andrea Iannone non prende parte alla gara a causa di un infortunio al braccio sinistro.
Assegnato già il titolo mondiale a Márquez (che con i 25 punti di questa gara si porta a 337 punti in stagione), resta ancora aperta la contesa per il secondo posto, con Rossi che con 275 punti avanza Lorenzo a quota 263 punti.

### Arrivati al traguardo
| Pos. | Nº | Pilota           | Squadra                   | Motocicletta       | Giri | Tempo           | Griglia | Punti |
| ---- | -- | ---------------- | ------------------------- | ------------------ | ---- | --------------- | ------- | ----- |
| 1º   | 93 | Marc Márquez     | Repsol Honda              | Honda RC213V       | 20   | 40min 45s 523ms | 1º      | 25    |
| 2º   | 46 | Valentino Rossi  | Movistar Yamaha           | Yamaha YZR-M1      | 20   | +2.445          | 6º      | 20    |
| 3º   | 99 | Jorge Lorenzo    | Movistar Yamaha           | Yamaha YZR-M1      | 20   | +3.508          | 3º      | 16    |
| 4º   | 6  | Stefan Bradl     | LCR Honda                 | Honda RC213V       | 20   | +21.234         | 4º      | 13    |
| 5º   | 38 | Bradley Smith    | Monster Yamaha Tech 3     | Yamaha YZR-M1      | 20   | +22.283         | 9º      | 11    |
| 6º   | 44 | Pol Espargaró    | Monster Yamaha Tech 3     | Yamaha YZR-M1      | 20   | +34.668         | 12º     | 10    |
| 7º   | 68 | Yonny Hernández  | Energy T.I. Pramac Racing | Ducati Desmosedici | 20   | +38.435         | 13º     | 9     |
| 8º   | 4  | Andrea Dovizioso | Ducati Team               | Ducati Desmosedici | 20   | +48.839         | 5º      | 8     |
| 9º   | 8  | Héctor Barberá   | Avintia Racing            | Ducati Desmosedici | 20   | +50.792         | 16º     | 7     |
| 10º  | 45 | Scott Redding    | GO&FUN Honda Gresini      | Honda RCV1000R     | 20   | +59.088         | 17º     | 6     |
| 11º  | 7  | Hiroshi Aoyama   | Drive M7 Aspar            | Honda RCV1000R     | 20   | +1'15.949       | 11º     | 5     |
| 12º  | 70 | Michael Laverty  | Paul Bird Motorsport      | PBM                | 20   | +1'17.966       | 20º     | 4     |
| 13º  | 63 | Mike Di Meglio   | Avintia Racing            | Avintia GP14       | 20   | +1'27.773       | 21º     | 3     |
| 14º  | 23 | Broc Parkes      | Paul Bird Motorsport      | PBM                | 20   | +1'44.244       | 22º     | 2     |

### Ritirati
| Nº | Pilota          | Squadra               | Motocicletta       | Giri | Griglia |
| -- | --------------- | --------------------- | ------------------ | ---- | ------- |
| 15 | Alex De Angelis | NGM Forward Racing    | Forward Yamaha     | 19   | 18º     |
| 9  | Danilo Petrucci | Octo IodaRacing       | ART                | 14   | 19º     |
| 26 | Dani Pedrosa    | Repsol Honda          | Honda RC213V       | 12   | 2º      |
| 17 | Karel Abraham   | Cardion AB Motoracing | Honda RCV1000R     | 11   | 15º     |
| 69 | Nicky Hayden    | Drive M7 Aspar        | Honda RCV1000R     | 6    | 14º     |
| 35 | Cal Crutchlow   | Ducati Team           | Ducati Desmosedici | 4    | 8º      |
| 41 | Aleix Espargaró | NGM Forward Racing    | Forward Yamaha     | 1    | 7º      |
| 19 | Álvaro Bautista | GO&FUN Honda Gresini  | Honda RC213V       | 1    | 10º     |

### Non partito
| Nº | Pilota         | Squadra       | Motocicletta       | Griglia |
| -- | -------------- | ------------- | ------------------ | ------- |
| 29 | Andrea Iannone | Pramac Racing | Ducati Desmosedici | 23º     |

## Moto2
Maverick Viñales vince la gara con la Kalex Moto2 del team Paginas Amarillas HP 40, per il pilota spagnolo si tratta della sua personale quarta affermazione stagionale. Dietro di lui si classifica secondo Mika Kallio con moto identica a Viñales ma schierata dal team Marc VDS Racing, mentre al terzo posto arriva Esteve Rabat (compagno di squadra di Kallio).
Proprio Rabat, grazie al risultato ottenuto in questa gara, si laurea campione del mondo con una gara d'anticipo rispetto al termine del campionato.
Da segnalare in questa gara la presenza di Roberto Rolfo, che prende il posto che era di Riccardo Russo sulla Suter MMX2 del team Tasca Racing, mentre Gino Rea, caduto nel corso del primo, riporta la frattura del piede destro.

### Arrivati al traguardo
| Pos. | Nº | Pilota              | Squadra                    | Motocicletta       | Giri | Tempo           | Griglia | Punti |
| ---- | -- | ------------------- | -------------------------- | ------------------ | ---- | --------------- | ------- | ----- |
| 1º   | 40 | Maverick Viñales    | Paginas Amarillas HP 40    | Kalex Moto2        | 19   | 40min 46s 754ms | 4º      | 25    |
| 2º   | 36 | Mika Kallio         | Marc VDS Racing            | Kalex Moto2        | 19   | +2.694          | 2º      | 20    |
| 3º   | 53 | Esteve Rabat        | Marc VDS Racing            | Kalex Moto2        | 19   | +8.054          | 1º      | 16    |
| 4º   | 5  | Johann Zarco        | AirAsia Caterham           | Caterham Suter     | 19   | +10.590         | 8º      | 13    |
| 5º   | 77 | Dominique Aegerter  | Technomag carXpert         | Suter MMX2         | 19   | +10.663         | 9º      | 11    |
| 6º   | 60 | Julián Simón        | Italtrans Racing           | Kalex Moto2        | 19   | +10.769         | 7º      | 10    |
| 7º   | 11 | Sandro Cortese      | Dynavolt Intact GP         | Kalex Moto2        | 19   | +15.657         | 3º      | 9     |
| 8º   | 12 | Thomas Lüthi        | Interwetten Sitag          | Suter MMX2         | 19   | +18.839         | 5º      | 8     |
| 9º   | 94 | Jonas Folger        | AGR Team                   | Kalex Moto2        | 19   | +19.486         | 12º     | 7     |
| 10º  | 23 | Marcel Schrötter    | Tech 3                     | Tech 3 Mistral 610 | 19   | +24.887         | 11º     | 6     |
| 11º  | 39 | Luis Salom          | Paginas Amarillas HP 40    | Kalex Moto2        | 19   | +28.234         | 16º     | 5     |
| 12º  | 88 | Ricard Cardús       | Tech 3                     | Tech 3 Mistral 610 | 19   | +30.338         | 24º     | 4     |
| 13º  | 54 | Mattia Pasini       | NGM Forward Racing         | Kalex Moto2        | 19   | +30.533         | 34º     | 3     |
| 14º  | 44 | Roberto Rolfo       | Tasca Racing               | Suter MMX2         | 19   | +30.548         | 19º     | 2     |
| 15º  | 81 | Jordi Torres        | Mapfre Aspar               | Suter MMX2         | 19   | +34.769         | 22º     | 1     |
| 16º  | 20 | Florian Marino      | NGM Forward Racing         | Kalex Moto2        | 19   | +36.613         | 20º     |       |
| 17º  | 7  | Lorenzo Baldassarri | Gresini Moto2              | Suter MMX2         | 19   | +38.869         | 23º     |       |
| 18º  | 95 | Anthony West        | QMMF Racing                | Speed Up SF14      | 19   | +42.201         | 26º     |       |
| 19º  | 19 | Xavier Siméon       | Federal Oil Gresini        | Suter MMX2         | 19   | +47.876         | 14º     |       |
| 20º  | 25 | Azlan Shah          | Idemitsu Honda Team Asia   | Kalex Moto2        | 19   | +52.950         | 29º     |       |
| 21º  | 10 | Thitipong Warokorn  | APH PTT The Pizza SAG      | Kalex Moto2        | 19   | +53.163         | 30º     |       |
| 22º  | 97 | Román Ramos         | QMMF Racing                | Speed Up SF14      | 19   | +59.999         | 31º     |       |
| 23º  | 71 | Tomoyoshi Koyama    | Teluru Team JiR Webike     | NTS                | 19   | +1'03.331       | 28º     |       |
| 24º  | 18 | Nicolás Terol       | Mapfre Aspar               | Suter MMX2         | 19   | +1'08.275       | 27º     |       |
| 25º  | 46 | Decha Kraisart      | Singha Eneos Yamaha Tech 3 | Tech 3 Mistral 610 | 19   | +1'16.996       | 32º     |       |
| 26º  | 4  | Randy Krummenacher  | Octo IodaRacing            | Suter MMX2         | 18   | +1 giro         | 25º     |       |

### Ritirati
| Nº | Pilota              | Squadra                    | Motocicletta   | Giri | Griglia |
| -- | ------------------- | -------------------------- | -------------- | ---- | ------- |
| 21 | Franco Morbidelli   | Italtrans Racing           | Kalex Moto2    | 15   | 13º     |
| 22 | Sam Lowes           | Speed Up                   | Speed Up SF14  | 14   | 15º     |
| 49 | Axel Pons           | AGR Team                   | Kalex Moto2    | 12   | 10º     |
| 55 | Hafizh Syahrin      | Petronas Raceline Malaysia | Kalex Moto2    | 10   | 18º     |
| 96 | Louis Rossi         | SAG Team                   | Kalex Moto2    | 8    | 17º     |
| 30 | Takaaki Nakagami    | Idemitsu Honda Team Asia   | Kalex Moto2    | 6    | 6º      |
| 14 | Ratthapark Wilairot | AirAsia Caterham           | Caterham Suter | 6    | 33º     |
| 8  | Gino Rea            | AGT Rea Racing             | Suter MMX2     | 0    | 21º     |

### Non partito
| Nº | Pilota          | Squadra            | Motocicletta | Griglia |
| -- | --------------- | ------------------ | ------------ | ------- |
| 70 | Robin Mulhauser | Technomag carXpert | Suter MMX2   | 35º     |

## Moto3
Efrén Vázquez con la Honda NSF250R del team SaxoPrint-RTG centra in questa gara la sua seconda personale affermazione stagionale e della sua carriera nel motomondiale. Al secondo posto giunge Jack Miller con la KTM RC 250 GP del team Red Bull KTM Ajo, mentre terzo si posiziona Álex Rins del team Estrella Galicia 0,0.
Con il leader della classifica mondiale Álex Márquez, al quinto posto in questa gara, con 262 punti totali, l'unico pilota ancora in grado di contendergli il titolo piloti resta l'australiano Miller con 251 punti (meno undici punti dal vertice).

### Arrivati al traguardo
| Pos. | Nº | Pilota             | Squadra                | Motocicletta        | Giri | Tempo           | Griglia | Punti |
| ---- | -- | ------------------ | ---------------------- | ------------------- | ---- | --------------- | ------- | ----- |
| 1º   | 7  | Efrén Vázquez      | SaxoPrint-RTG          | Honda NSF250R       | 18   | 40min 41s 002ms | 4º      | 25    |
| 2º   | 8  | Jack Miller        | Red Bull KTM Ajo       | KTM RC 250 GP       | 18   | +0.213          | 1º      | 20    |
| 3º   | 42 | Álex Rins          | Estrella Galicia 0,0   | Honda NSF250R       | 18   | +0.385          | 17º     | 16    |
| 4º   | 52 | Danny Kent         | Red Bull Husqvarna Ajo | Husqvarna FR 250 GP | 18   | +0.803          | 7º      | 13    |
| 5º   | 12 | Álex Márquez       | Estrella Galicia 0,0   | Honda NSF250R       | 18   | +0.831          | 5º      | 11    |
| 6º   | 10 | Alexis Masbou      | Ongetta-Rivacold       | Honda NSF250R       | 18   | +1.073          | 11º     | 10    |
| 7º   | 23 | Niccolò Antonelli  | Junior Team GO&FUN     | KTM RC 250 GP       | 18   | +1.916          | 13º     | 9     |
| 8º   | 84 | Jakub Kornfeil     | Calvo Team             | KTM RC 250 GP       | 18   | +2.089          | 3º      | 8     |
| 9º   | 98 | Karel Hanika       | Red Bull KTM Ajo       | KTM RC 250 GP       | 18   | +7.336          | 12º     | 7     |
| 10º  | 33 | Enea Bastianini    | Junior Team GO&FUN     | KTM RC 250 GP       | 18   | +9.520          | 10º     | 6     |
| 11º  | 58 | Juanfran Guevara   | Mapfre Aspar           | Kalex KTM           | 18   | +17.407         | 19º     | 5     |
| 12º  | 99 | Jorge Navarro      | Marc VDS Racing        | Kalex KTM           | 18   | +17.610         | 20º     | 4     |
| 13º  | 38 | Hafiq Azmi         | SIC-AJO                | KTM RC 250 GP       | 18   | +29.592         | 16º     | 3     |
| 14º  | 19 | Alessandro Tonucci | CIP                    | Mahindra MGP3O      | 18   | +29.745         | 28º     | 2     |
| 15º  | 2  | Remy Gardner       | Calvo Team             | KTM RC 250 GP       | 18   | +37.467         | 29º     | 1     |
| 16º  | 43 | Luca Grünwald      | Kiefer Racing          | Kalex KTM           | 18   | +37.505         | 24º     |       |
| 17º  | 95 | Jules Danilo       | Ambrogio Racing        | Mahindra MGP3O      | 18   | +37.792         | 26º     |       |
| 18º  | 65 | Philipp Öttl       | Interwetten Paddock    | Kalex KTM           | 18   | +38.773         | 30º     |       |
| 19º  | 4  | Gabriel Ramos      | Kiefer Racing          | Kalex KTM           | 18   | +55.583         | 34º     |       |
| 20º  | 88 | Hafiza Rofa        | SIC-AJO                | KTM RC 250 GP       | 18   | +1'36.170       | 31º     |       |

### Ritirati
| Nº | Pilota              | Squadra                   | Motocicletta        | Giri | Griglia |
| -- | ------------------- | ------------------------- | ------------------- | ---- | ------- |
| 17 | John McPhee         | SaxoPrint-RTG             | Honda NSF250R       | 17   | 2º      |
| 21 | Francesco Bagnaia   | SKY Racing Team VR46      | KTM RC 250 GP       | 12   | 15º     |
| 32 | Isaac Viñales       | Calvo Team                | KTM RC 250 GP       | 11   | 8º      |
| 5  | Romano Fenati       | SKY Racing Team VR46      | KTM RC 250 GP       | 11   | 6º      |
| 9  | Scott Deroue        | RW Racing GP              | Kalex KTM           | 8    | 33º     |
| 3  | Matteo Ferrari      | San Carlo Team Italia     | Mahindra MGP3O      | 8    | 23º     |
| 55 | Andrea Locatelli    | San Carlo Team Italia     | Mahindra MGP3O      | 7    | 27º     |
| 41 | Brad Binder         | Ambrogio Racing           | Mahindra MGP3O      | 6    | 25º     |
| 31 | Niklas Ajo          | Avant Tecno Husqvarna Ajo | Husqvarna FR 250 GP | 4    | 14º     |
| 63 | Zulfahmi Khairuddin | Ongetta-AirAsia           | Honda NSF250R       | 1    | 22º     |
| 16 | Andrea Migno        | Mahindra Racing           | Mahindra MGP3O      | 1    | 18º     |
| 13 | Jasper Iwema        | CIP                       | Mahindra MGP3O      | 1    | 32º     |
| 93 | Ramdan Rosli        | Petronas AHM Malaysia     | KTM RC 250 GP       | 1    | 21º     |
| 44 | Miguel Oliveira     | Mahindra Racing           | Mahindra MGP3O      | 0    | 9º      |